# Человек в подвале
«Человек в подвале» (англ. «The Man in the Basement») — второй эпизод шестого сезона американского драматического телесериала «Родина», и 62-й во всём сериале. Премьера состоялась на канале Showtime 22 января 2017 года.

## Сюжет
Кэрри (Клэр Дэйнс) и Реда (Патрик Сабонгуй) совещаются с Секу Ба (Дж. Маллори Маккри), спрашивая о $5000 под его матрасом. Секу утверждает, что он взял их в долг у своего друга Саада (Лео Манзари), чтобы навестить своего отца в Нигерии, хотя Саад хотел, чтобы Секу взамен встретился с кое-кем ещё. По просьбе Кэрри, Макс (Мори Стерлинг) заглядывает в прошлое Секу и приходит к выводу, что Саад на самом деле является информатором для ФБР. Суд не разрешает Кэрри и Реде встретиться с Саадом, так что Кэрри сама отслеживает Саада и сталкивается с ним. Саад признаётся, что он был членом банды и стал информатором, когда его арестовали, и что его управляющий, специальный агент Конлин (Доминик Фумуса), заставил его разорвать отношения с Секу и предложить ему деньги. Саад подчёркивает, что он сообщил Конлину, что Секу никоим образом не поддерживает террористов.
Дар Адал (Ф. Мюррей Абрахам) ведёт беседу с главой администрации избранного президента Робом Эммонсом (Хилл Харпер). По словам Дара, ЦРУ считает, что Иран втайне ведёт ядерную программу с помощью Северной Кореи, и что Израиль планирует задержать иранского связного, Фархада Нафиси, когда он совершит плановую поездку в Абу-Даби. Сол (Мэнди Патинкин) навещает Кэрри и обвиняет её в том, что она является советником избранного президента Кин (Элизабет Марвел), отмечая, что взгляды Кин на внешнюю политику очень напоминают взгляды Кэрри. Кэрри отрицает это, но позже она действительно встречается с Кин и Эммонсом. Ознакомившись с ситуацией в Иране, Кэрри предлагает, чтобы Сол представлял США в Абу-Даби и поговорил с Нафиси. Дар получает фотографии Кэрри, идущей встретиться с Кин, но решает не показывать их Солу.
Куинн (Руперт Френд) отказывается принимать лекарства; в результате у него случается припадок во время покупок в соседнем магазине. Когда Кэрри возвращается домой, Куинн просит показать видео, на котором он подвергся воздействию газа зарина, утверждая, что он ничего не помнит о случившемся. Кэрри показывает Куинну видео и рассказывает, как она использовала видео, чтобы спасти его жизнь. Куинн отвечает: «Почему?», из-за чего Кэрри начинает рыдать и неоднократно говорит: «Извини!», оставляя Куинна в замешательстве.

## Производство
Режиссёром эпизода стал Кит Гордон, а сценарий написал исполнительный продюсер Чип Йоханнссен.

## Реакция

### Реакция критиков
Эпизод получил рейтинг 100%, со средним рейтингом 7.74 из 10, на сайте Rotten Tomatoes, чей консенсус гласит: «„Человек в подвале“ хвастается заземлёнными выступлениями и политическими комментариями в качестве установки для потенциальной эпической развязки».
Критики отметили игру основных актёров Клэр Дэйнс и Руперта Френда. Бен Трэверс из «IndieWire» дал эпизоду оценку 'B+' и сказал о Френде: «Выступление этой недели продолжило строить новую, повреждённую психику Куинна» и «Его физические изменения... показывают выступление, которое точное, а не маниакальное; отличительный фактор, когда актёр может пойти ва-банк со своим персонажем, и вместо этого оттачивает маленькие изменения, которые делают значительный вклад.» Итан Реннер из «The Baltimore Sun» написал: «Я долгое время думал, что Клэр Дэйнс — самая лучшая актриса на телевидении, и она снова показала почему, превращая средний материал в великолепное выступление.»

### Рейтинги
Во время оригинального показа, эпизод привлёк внимание 1.45 миллиона зрителей.